# Flughafen Boosaaso

i8
i11
i13
Der Flughafen Bosaso (Somali Garoonka Diyaaradaha ee Bender Qaasim, arabisch مطار بوصاصو,englisch Bender Qassim International Airport, IATA-Code: BSA, ICAO-Code: HCMF) ist ein internationaler Verkehrsflughafen in Somalia nahe der Stadt Bosaso.

## Geschichte
Mit dem Bau des internationalen Flughafens Bosaso wurde 2007 begonnen. Die Mittel für das Projekt wurden zunächst von Geldgebern aus den Vereinigten Arabischen Emiraten bereitgestellt.
Im Jahr 2008 unterzeichnete die Regierung von Puntland einen Vertrag in Höhe von mehreren Millionen US-Dollar mit der Lootah Group aus Dubai. Dem Abkommen zufolge hat die erste Phase der Investition einen Wert von 170 Mio. Dhs und sieht die Gründung einer Reihe neuer Unternehmen vor, die die Freihandelszone von Bosaso sowie die See- und Flughafeneinrichtungen betreiben, verwalten und bauen sollen. Die Bosaso Airport Company sollte auch den Flughafenkomplex so ausbauen, dass er internationalen Standards entspricht, einschließlich einer neuen 3,4 km langen Start- und Landebahn, Haupt- und Nebengebäuden, Taxi- und Vorfeldflächen.